# Epiplema simmondsi
Epiplema simmondsi är en fjärilsart som beskrevs av Robinson 1975. Epiplema simmondsi ingår i släktet Epiplema och familjen Uraniidae. Inga underarter finns listade i Catalogue of Life.